# Blaya dub Playa
Blaya dub Playa је био трочлани реп, денсхол и реге бенд из Земуна, Београд. Основали су га Војке, Раки и диџеј Бураз 2004. године, а постојао је до 2014. године. Духовити и иронични текстови бенда које су снимали у мешавини неколико музичких жанрова, дали су овој групи карактеристичан и препознатљив стил. Највећи утицај на музички правац бенда имала је енглеска, јамајчанска и њујоршка музичка сцена. Током каријере бенд је објавио демо албум Селотејп (2009) са BlackSin-om, албум Златан зуб (2011) и ЕП Нека буде Пинки (2011). Сарађивали су са Газда Пајом, диџеј БКО-ом, Арафатом, Black ring crew-ом и многим другим музичарима.

## Историјат бенда
Бенд је основан 2004. године, када су наступали под различитим псеудонима и објавили велики број песама. Након неколико снимљених демо песама, уследили су први наступи, а најбитнији за бенд био је 2004. године у Студентском културном центару Београд на Данима пролећа, где су наступили као предгрупа репкор групе Стрејт џекин, као и на београдском фестивалу Сви као један, 2014. године. Објавили су више од 30 демо песама и наступали у свим већим клубовима у Београду, заједно са Немањом Којићем Којотом, групама Самостални референти, Партибрејкерс, Бед копи, Figlio di puttana и многим другим. Највећи наступ имали су на београдском фестивалу Ово је мој град, 2008. године, где су као предгрупа групе Прти Бее Гее наступили пред више од 3000 људи.
У периоду пре избацивања првог ЕП-а, били су препознатљиви по песама У фазону, Комшије и песми Треба ради ган са којом су стигли до финала бањалучког Нектар Демофест фестивала 2011. године.
Формирали су Ђанс лабел, под чијим окриљем су објавили већи део пројеката и песама, укључујући и демо албум Принца криве очи под називом Принц кривог ока, 2011. године.
Године 2009. објавили су демо албум Селотејп у сарадњи са BlackSin-ом, на којем се нашло четрнаест песама, а на њему су гостовали Рема, диџеј БКО, Газда Паја и Принц криве очи. Наредни пројекат био је њихов први студијски албум Златан зуб, објављен 2011. године, који је сниман у студију Мастнет лабел код диџеј Бураза. На албуму се нашло петнаест песмама, а гост на албуму био је Газда Паја. Последњи пројекат бенда, ЕП Нека буде Пинки објављен је 2011. године, а на њему се нашло шест песама.
Објавили су спотове за песме Цео свет, која се нашла на демо албуму Селотејп (2009) и за песму Зум зум, која је требало да се нађе на ЕП-у Нека буде Пинки, али је завршила као саундтрек филма С/Кидање.

## Дискографија

### Албуми и ЕП-ови
- Селотејп (2009) (са BlackSin-om)
- Златан зуб (2011)
- Нека буде Пинки (2011)

### Синглови
- Зум зум (2013)